# David Nalbandian
David Pablo Nalbandian (Unquillo, Argentina, 1 de gener de 1982), és un tennista argentí retirat.
En el seu palmarès hi ha onze títols individuals, entre els quals destaca Tennis Masters Cup l'any 2005, i va ser finalista del Grand Slam de Wimbledon el 2006. Va arribar al tercer lloc del rànquing individual l'any 2006. Va formar part de l'equip argentí de Copa Davis, arribant a disputar-ne tres finals (2006, 2008 i 2011).
Després de la seva retirada com a tennista, es va interessar per món del ral·li, arribant a disputar el Ral·li de l'Argentina del Campionat Mundial de Ral·lis.

## Torneigs de Grand Slam

### Individual: 1 (0−1)
| Resultat  | Núm. | Any  | Torneig   | Oponent        | Marcador      |
| --------- | ---- | ---- | --------- | -------------- | ------------- |
| Finalista | 1.   | 2002 | Wimbledon | Lleyton Hewitt | 1−6, 3−6, 2−6 |

## Palmarès

### Individual: 24 (11−13)
| Llegenda (pre/post 2009)                                 |
| -------------------------------------------------------- |
| Grand Slams (0−1)                                        |
| Tennis Masters Cup / ATP Finals (1−0)                    |
| ATP Masters Series / ATP World Tour Masters 1000 (2−4)   |
| ATP International Series Gold / ATP World Tour 500 (1−1) |
| ATP International Series / ATP World Tour 250 (7−7)      |

| Títols per superfície |
| --------------------- |
| Dura (5−5)            |
| Gespa (0−2)           |
| Terra batuda (4−4)    |
| Moqueta (2−2)         |

| Resultat  | Núm. | Data                   | Torneig                          | Superfície       | Oponent            | Marcador                          |
| --------- | ---- | ---------------------- | -------------------------------- | ---------------- | ------------------ | --------------------------------- |
| Finalista | 1.   | 30 de setembre de 2001 | Palerm, Itàlia                   | Terra batuda     | Félix Mantilla     | 6−7(2), 4−6                       |
| Guanyador | 1.   | 14 d'abril de 2002     | Estoril, Portugal                | Terra batuda     | Jarkko Nieminen    | 6−4, 7−6(5)                       |
| Finalista | 1.   | 7 de juliol de 2002    | Wimbledon, Regne Unit            | Gespa            | Lleyton Hewitt     | 1−6, 3−6, 2−6                     |
| Guanyador | 2.   | 27 d'octubre de 2002   | Basilea, Suïssa                  | Moqueta (i)      | Fernando González  | 6−4, 6−3, 6−2                     |
| Finalista | 3.   | 10 d'agost de 2003     | Montreal, Canadà                 | Dura             | Andy Roddick       | 1−6, 3−6                          |
| Finalista | 4.   | 26 d'octubre de 2003   | Basilea                          | Moqueta (i)      | Guillermo Coria    | Renúncia                          |
| Finalista | 5.   | 9 de maig de 2004      | Roma, Itàlia                     | Terra batuda     | Carles Moyà        | 3−6, 3−6, 1−6                     |
| Finalista | 6.   | 25 d'octubre de 2004   | Madrid, Espanya                  | Dura (i)         | Marat Safin        | 2−6, 4−6, 3−6                     |
| Finalista | 7.   | 30 d'octubre de 2004   | Basilea (2)                      | Moqueta (i)      | Jiří Novák         | 7−5, 3−6, 4−6, 6−1, 2−6           |
| Guanyador | 3.   | 2 de maig de 2005      | Munic, Alemanya                  | Terra batuda     | Andrei Pavel       | 6−4, 6−1                          |
| Guanyador | 4.   | 20 de novembre de 2005 | Tennis Masters Cup, Xangai, Xina | Moqueta (i)      | Roger Federer      | 6−7(4), 6−7(11), 6−2, 6−1, 7−6(3) |
| Guanyador | 5.   | 7 de maig de 2006      | Estoril (2)                      | Terra batuda     | Nikolai Davidenko  | 6−3, 6−4                          |
| Guanyador | 6.   | 21 d'octubre de 2007   | Madrid                           | Dura (i)         | Roger Federer      | 1−6, 6−3, 6−3                     |
| Guanyador | 7.   | 4 de novembre de 2007  | París, França                    | Dura (i)         | Rafael Nadal       | 6−4, 6−0                          |
| Guanyador | 8.   | 24 de febrer de 2008   | Buenos Aires, Argentina          | Terra batuda     | José Acasuso       | 3−6, 6−7(5), 6−4                  |
| Finalista | 8.   | 2 de març de 2008      | Acapulco, Mèxic                  | Terra batuda     | Nicolás Almagro    | 1−6, 6−7(1)                       |
| Guanyador | 9.   | 12 d'octubre de 2008   | Estocolm, Suècia                 | Dura (i)         | Robin Söderling    | 6−2, 5−7, 6−3                     |
| Finalista | 9.   | 26 d'octubre de 2008   | Basilea (3)                      | Dura (i)         | Roger Federer      | 3−6, 4−6                          |
| Finalista | 10.  | 2 de novembre de 2008  | París                            | Dura (i)         | Jo-Wilfried Tsonga | 3−6, 6−4, 4−6                     |
| Guanyador | 10.  | 17 de gener de 2009    | Sydney, Austràlia                | Dura             | Jarkko Nieminen    | 6−3, 6−7(9), 6−2                  |
| Guanyador | 11.  | 8 d'agost de 2010      | Washington DC, Estats Units      | Dura             | Markos Bagdatís    | 6−2, 7−6(4)                       |
| Finalista | 11.  | 15 de gener de 2011    | Auckland, Nova Zelanda           | Dura             | David Ferrer       | 3−6, 2−6                          |
| Finalista | 12.  | 17 de juny de 2012     | Londres, Regne Unit              | Gespa            | Marin Čilić        | 7−6(3), 3−4, retirada             |
| Finalista | 13.  | 17 de febrer de 2013   | São Paulo, Brasil                | Terra batuda (i) | Rafael Nadal       | 2−6, 3−6                          |

### Dobles masculins: 1 (0−1)
| Llegenda (pre/post 2009)                                 |
| -------------------------------------------------------- |
| Grand Slams (0−0)                                        |
| Tennis Masters Cup / ATP Finals (0−0)                    |
| ATP Masters Series / ATP World Tour Masters 1000 (0−0)   |
| ATP International Series Gold / ATP World Tour 500 (0−0) |
| ATP International Series / ATP World Tour 250 (0−1)      |

| Títols per superfície |
| --------------------- |
| Dura (0−0)            |
| Gespa (0−0)           |
| Terra batuda (0−1)    |

| Resultat  | Núm. | Data                 | Torneig                 | Superfície   | Parella          | Oponents                      | Marcador |
| --------- | ---- | -------------------- | ----------------------- | ------------ | ---------------- | ----------------------------- | -------- |
| Finalista | 1.   | 23 de febrer de 2003 | Buenos Aires, Argentina | Terra batuda | Lucas Arnold Ker | Mariano Hood Sebastián Prieto | 2−6, 2−6 |

### Equips: 3 (0−3)
| Resultat  | Núm. | Data                      | Torneig                                  | Superfície       | Equip                                           | Oponents                                                         | Marcador |
| --------- | ---- | ------------------------- | ---------------------------------------- | ---------------- | ----------------------------------------------- | ---------------------------------------------------------------- | -------- |
| Finalista | 1.   | 1−3 de desembre de 2006   | Copa Davis, Moscou, Rússia               | Moqueta (i)      | José Acasuso Agustín Calleri Juan Ignacio Chela | Nikolai Davidenko Marat Safin Dmitry Tursunov Mikhaïl Iujni      | 2−3      |
| Finalista | 2.   | 21−23 de novembre de 2008 | Copa Davis, Mar del Plata, Argentina (2) | Dura (i)         | José Acasuso Agustín Calleri J.M. del Potro     | David Ferrer Marcel Granollers Feliciano López Fernando Verdasco | 1−3      |
| Finalista | 3.   | 2−4 de desembre de 2011   | Copa Davis, Sevilla, Espanya (3)         | Terra batuda (i) | JM. del Potro Juan Mónaco Eduardo Schwank       | David Ferrer Feliciano López Rafael Nadal Fernando Verdasco      | 1−3      |

## Trajectòria

### Individual
| Open d'Austràlia | A   | A           | 2R          | QF          | QF    | QF          | SF          | 4R          | 3R    | 2R          | A           | 2R          | 2R    | A   | 0 / 10    | 26 − 10   |
| Roland Garros | A   | Q1          | 3R          | 2R          | SF    | 4R          | SF          | 4R          | 2R    | A           | A           | A           | 1R    | A   | 0 / 8     | 20 − 8    |
| Wimbledon | A   | A           | F           | 4R          | A     | QF          | 3R          | 3R          | 1R    | A           | A           | 3R          | 1R    | A   | 0 / 8     | 19 − 8    |
| US Open | A   | 3R          | 1R          | SF          | 2R    | QF          | 2R          | 2R          | 3R    | A           | 3R          | 3R          | A     | A   | 0 / 10    | 21 − 10   |
| Jocs Olímpics | A   | No celebrat | No celebrat | No celebrat | A     | No celebrat | No celebrat | No celebrat | 3R    | No celebrat | No celebrat | No celebrat | 1R    | NC  | 0 / 2     | 2 − 2     |
| Tennis Masters Cup | A   | A           | A           | RR          | A     | G           | SF          | A           | A     | A           | A           | A           | A     | A   | 1 / 3     | 6 − 6     |
| Total Victòries−Derrotes                                                                                                  | 0−2 | 17−9        | 36−24       | 42−20       | 34−14 | 44−19       | 44−19       | 31−18       | 44−16 | 14−7        | 28−10       | 22−12       | 21−17 | 6−5 | 383 − 192 | 383 − 192 |
| Rànquing a final d'any | 248 | 47          | 12          | 8           | 9     | 6           | 8           | 9           | 111   | 65          | 27          | 64          | 81    | 229 |           |           |
| Llegenda: G: Guanyador; F: Finalista; SF: Semifinalista; QF: Quarts de final; Q: Qualificació; A: Absent; RR: Round Robin |     |             |             |             |       |             |             |             |       |             |             |             |       |     |           |           |